# Synnerskäret
Synnerskäret med Bergskäret, Bredgrund, Kalven och Rammelgrund är en ö i Finland. Den ligger i Norra kvarken och i kommunen Malax i den ekonomiska regionen  Vasa i landskapet Österbotten, i den västra delen av landet. Ön ligger omkring 41 kilometer väster om Vasa och omkring 390 kilometer nordväst om Helsingfors.
Öns area är 46,6 hektar och dess största längd är 1,5 kilometer i sydöst-nordvästlig riktning.

## Sammansmälta delöar
- Synnerskäret 63°02′48″N 20°49′28″Ö / 63.04671°N 20.82446°Ö
- Bergskäret 63°03′11″N 20°48′36″Ö / 63.05294°N 20.80989°Ö
- Bredgrund 63°03′03″N 20°49′14″Ö / 63.05089°N 20.82062°Ö
- Kalven 63°03′02″N 20°48′56″Ö / 63.05057°N 20.8156°Ö
- Rammelgrund 63°02′59″N 20°48′53″Ö / 63.04968°N 20.81483°Ö

## Klimat
Inlandsklimat råder i trakten. Årsmedeltemperaturen i trakten är 3 °C. Den varmaste månaden är september, då medeltemperaturen är 13 °C, och den kallaste är mars, med −6 °C.